# 무한도전 선택2014
무한도전 선택2014는 MBC의 토요일 예능프로그램 《무한도전》의 다가올 10주년을 맞이해 앞으로의 10년을 이끌어갈 새로운 리더를 선출하기 위한 선거로서 2014년에 실시되었다. 역대 무한도전 특집 가운데 오랜만에 시도되는 공익 성향이 강한 특집이였으며, 대한민국 제6회 지방 선거를 얼마 남기지 않고 실시했다.

## 정보
온라인투표와 오프라인투표를 동시에 진행했다. 한편 온라인 투표의 경우에는 해외팬들에 대한 배려차원에서 실시된 것이다. 온라인 투표와 오프라인 투표를 투표결과에서 5:5의 비율로 반영했다.

### 선거 실시 날짜
2014년 5월 22일 오전 6시부터 오후 6시까지 진행되었으며, 사전 투표일은 5일 전인 17~18일에 진행됐다.

### 투표소 위치
서울, 춘천, 인천, 대전, 전주, 대구, 울산, 광주, 부산, 제주의 전국 주요 10개 도시, 11개 투표소에서 2014년 5월 17~18일에 오프라인사전투표가 진행되었고, 서울의 두 투표소에서 5월 22일에 본 투표가 진행되었다.
- 서울 : 여의도 MBC(당시) 본사, 동대문디자인플라자
- 인천 : 인하대학교
- 대전 : 충남대학교
- 대구 : 대구콘서트하우스
- 부산 : 경성대학교
- 울산 : 울산남구문화원
- 광주 : 조선대학교
- 전주 : 전북대학교
- 춘천 : 한림대학교
- 제주 : 제주도 의회 의원회관

## 후보 및 공약
| 기호 | 후보자 | 비고             |
| (가) | 하하   | 이후 후보직 사퇴 |
| (나) | 정형돈 |                  |
| (다) | 유재석 |                  |
| (라) | 노홍철 |                  |
| (마) | 박명수 | 이후 후보직 사퇴 |
| (바) | 정준하 | 이후 후보직 사퇴 |

### 기호 (가), 하하
◦멤버와의 의리 무한 이기주의 철폐, 금전적 지원 포함, 무한 의리 제공
◦시청자와의 의리 토요일 저녁 시청자 기습 방문, 무한도전 시청 시 선물 증정
◦제작진와의 의리 제작진의 개인적인 행사, 경조사 100% 참가 약속
- 홍보 영상

### 기호 (나), 정형돈
◦시청률 재난본부 설치 시청률 하락 시, 위기 대처 메뉴얼 체계적으로 제작
◦방송 매니페스토 전격 시행 방송에서 한 말, 약속에 대한 책임제 확립
- 홍보 영상

### 기호 (다), 유재석
◦확대 편성 반대 대책 없이 늘어나는 예능 프로그램 시간은 "정하고"
◦간식, 화장실 출입 제한 쓸데없이 허비되는 녹화 시간은 "지키고"
◦시청 앞 곤장 설치 잘못을 했을 때에는 따끔하게 "맞고"
- 홍보 영상

### 기호 (라), 노홍철
◦비밀없는 투명한 방송 무한도전 멤버들의 사생활 전 국민 공유화 추진
◦소통이 있는 핑퐁방송 주 1회 길거리로 시청자 찾아가 의견 듣고 수렴 시청자를 집으로 초대해 동거동락 추진
- 홍보 영상

### 기호 (마), 박명수
◦근무태만 타파 출연자 포함 PD, 작가 등 근무태만 방송인 처단
◦MC 독주 체제 폐지 모두에게 공평한 "진행 로테이션제" 적용
◦어브로드 추진 해외 출장으로 다양한 소재와 스케일 구축
- 홍보 영상

### 기호 (바), 정준하
◦시청률 1위 유지 시청률 하락 시, 제작진 및 연기자 재신임 요청
◦2군 제도 도입 활약 없는 멤버 2군 강등, 마이너 감성의 2군 운용
◦3진 아웃제도 도입 3주 연속 못 웃긴 멤버 출연료 환수, 개그 유망주에 투자
- 홍보 영상

## 사전 여론조사
공약만 보고 결정하는 공약 선호도 조사에선 유재석, 노홍철과 정형돈이 20%대로 상위권을 달렸지만, 후보와 공약을 종합해서 실시한 종합 선호도 조사에서 다른 후보들의 지지율이 대폭락하면서 84%가 유재석과 노홍철에게로 집중했다. 그러다가 유재석 40%, 노홍철 44%로 노홍철이 4%차로 1위에 오른다.
| 기호 | 후보자 | 지지율 |
| (가) | 하하   | 2%     |
| (나) | 정형돈 | 7%     |
| (다) | 유재석 | 40%    |
| (라) | 노홍철 | 44%    |
| (마) | 박명수 | 3%     |
| (바) | 정준하 | 4%     |

## 후보 단일화 여부 발표

### 기호 (가), 하하
하하 후보는 낮은 지지율에 이미 단일화를 할 생각이 강했고, 그에 대한 협상을 여러 후보와 한 후, 기호(나) 정형돈 후보를 지지한다는 발표를 했다. 그에 따라 후보직을 사퇴했다.

### 기호 (나), 정형돈
정형돈 후보는 여러 후보들에게 지지를 받아 기적을 만들어 보겠다는 의미로 후보직을 유지했다. 그리고 새 당명, 가나바 당을 발표했다.

### 기호 (다), 유재석
유재석 후보는 여론조사 결과에 따라 노홍철 후보와 지지율이 차이가 많이 나지 않아 따라잡겠다는 강한 의지로 후보직을 유지했고, 노 후보를 역전하기 위해 여러 후보와 단일화 협상을 시도했다.

### 기호 (라), 노홍철
노홍철 후보는 높은 지지율을 바탕으로 후보직을 유지했고, 자유 공개당이라는 당명을 공개하였다. 또 단일화 협상보다는 지지율이 비교적 낮은 10대와 40대의 지지를 얻을 전략을 구성하는 데 더 힘을 썼다.

### 기호 (마), 박명수
박명수 후보는 출마 당시 유 후보의 독주를 막기 위함이었지만 노 후보와 가장 많은 접촉을 가졌으며, 입장 발표 전 노 후보를 만나 사생활 보호를 위한 각서를 쓰라는 협상에 이르렀다. 하지만 뒷면에 박승철 조명감독의 사생활을 보호하라고 적힌 것을 보자 끝내 결렬했고, 이것을 계기로 삼아 노 후보를 견제하기 위해 기호(다) 유재석 후보 지지 선언을 했고, 그에 따라 후보직을 사퇴했다. 하지만 최종 토론회를 거치면서 유재석 후보에 대한 지지를 철회했으며, 정형돈 후보 선거캠프에 합류했다. 이로써 기호(나) 정형돈 후보를 지지하였다.

### 기호 (바), 정준하
정준하 후보는 하 후보와 같은 생각으로 단일화를 하겠다는 생각을 가졌고, 기적을 만든다며 기호(나) 정형돈후보 지지선언을 하였다. 그리고 그에 따라 후보직을 사퇴했다.

## 최종 후보자 토론회
최종 후보자로 등록된 정형돈, 유재석, 노홍철 후보가 토론에 참여했고, 이들의 지지자들을 패널로 초대했다.
토론은 시사평론가 정관용이 사회자를 맡아 진행하였다.
최종후보들의 기조연설 - 개별발언이 1부로, 상호 질의응답 - 지지자토론 - 계획에 없었던 시민논객 연결 - 마지막 발언이 2부로 꾸며졌다.
공약검증에 특별한 비중을 두기보단 상호비방만이 난무한 채 종료되어 실제 공직선거 후보 토론과는 다른, 예능식 토론을 보여주었다.

## 출구 조사
출구조사는 오프라인 투표자를 대상으로 실시하였으며, 온라인 투표자에게는 진행하지 않았다.
| 기호 | 후보자 | 득표율 |
| (나) | 정형돈 | 18.7%  |
| (다) | 유재석 | 42.7%  |
| (라) | 노홍철 | 38.6%  |

출구조사 결과, 사전 종합선호도 여론조사 결과와 다른 모습을 보여주었다. 특히 여론조사에서 2위를 차지한 유 후보가 출구조사에선 1위를 차지하며 강세를 보였다.

### 지역별 출구조사 결과
◦기호(나) 정형돈 후보 우세 지역 : 모두 다른 후보에 밀려 우세지역이 나타나지 않았다.
◦기호(다) 유재석 후보 우세 지역 : 서울, 대구, 인천, 광주, 울산, 전주, 제주
◦기호(라) 노홍철 후보 우세 지역 : 부산, 춘천, 대전

### 연령대 별 출구조사 결과
| 기호 | 후보자 | 득표율 |
| (나) | 정형돈 | 13%    |
| (다) | 유재석 | 60.7%  |
| (라) | 노홍철 | 26.3%  |

| 기호 | 후보자 | 득표율 |
| (나) | 정형돈 | 15.9%  |
| (다) | 유재석 | 37.5%  |
| (라) | 노홍철 | 46.6%  |

| 기호 | 후보자 | 득표율 |
| (나) | 정형돈 | 26.1%  |
| (다) | 유재석 | 37.9%  |
| (라) | 노홍철 | 36.8%  |

| 기호 | 후보자 | 득표율 |
| (나) | 정형돈 | 33.7%  |
| (다) | 유재석 | 45.8%  |
| (라) | 노홍철 | 20.5%  |

## 개표 결과
| 기호 | 후보자 | 현장득표수 | 실제 인터넷득표수 | 투표에 반영되는 인터넷득표수(x0.25) | 총 득표율 | 순위 | 당락 |
| (나) | 정형돈 | 19,237     | 89,932            | 22,483                              | 22.6%     | 3    | 낙선 |
| (다) | 유재석 | 40,644     | 156,552           | 39,138                              | 42.8%     | 1    | 당선 |
| (라) | 노홍철 | 35,332     | 116,564           | 29,141                              | 34.52%    | 2    | 낙선 |

온라인 투표와 오프라인 투표를 투표결과에서 5:5의 비율로 반영했다. 그리고 그에 따라 인터넷 투표수는 실제 투표수의 4분의 1이 투표에 반영되었다.
총 현장 투표수는 95,351표이고, 무효표는 148표였다. 그리고 총 인터넷투표수는 363,048표이다.

## 기타 사항
- 길도 무한도전 선택2014 선거에 출마하기로 선언했으나, 음주운전의 문제로 무한도전을 하차하게 되면서 무산되었다.